# 托莫·赫梅德
托莫·赫梅德（希伯來語：תומר חמד，1987年5月2日—）是以色列足球運動員，現效力於英冠球會查爾頓，司職前鋒。他也是以色列國家足球隊的成員。

## 外部連結
- 馬略卡官方檔案 （西班牙文）
- Transfermarkt檔案 （页面存档备份，存于） （英文）